# Dacă aș avea un milion
Dacă aș avea un milion sau De-aș avea un milion(engleză: If I Had a Million) (1932) este un film antologie produs de studiourile Paramount. Este regizat de șapte regizori: Ernst Lubitsch, Norman Taurog, Stephen Roberts, Norman Z. McLeod, James Cruze, William A. Seiter și H. Bruce Humberstone . Lubitsch, Cruze, Seiter și Humberstone au condus fiecare câte un segment, în timp ce Roberts și McLeod au regizat câte două, iar Taurog prologul și  epilogul. Scenariul a fost realizat de numeroși autori, cu Joseph L. Mankiewicz realizând cea mai mare parte a sa. Dacă aș avea un milion este bazat pe romanul lui Robert Hardy Andrews.
Un foarte bogat om de afaceri decide pe pragul morții să împartă averea sa la opt străini complet necunoscuți acestuia. Gary Cooper, Charles Laughton, George Raft, May Robson, Charles Ruggles și Gene Raymond joacă câțiva dintre beneficiarii banilor.
Serialul TV din anii 1950 The Millionaire este bazat pe un concept similar.

## Episoade
| Episod/Regizor                      | Actori                              | Personaje                        |
| ----------------------------------- | ----------------------------------- | -------------------------------- |
| China Shop Norman Z. McLeod         | Charles Ruggles Mary Boland         | Henry Peabody Dna. Peabody       |
| Violet Stephen Roberts              | Wynne Gibson                        | Violet Smith                     |
| The Forger H. Bruce Humberstone     | George Raft                         | Eddie Jackson                    |
| Road Hogs Norman Z. McLeod          | Alison Skipworth W.C. Fields        | Emily La Rue Rollo La Rue        |
| Death Cell James Cruze              | Gene Raymond Frances Dee            | John Wallace Mary Wallace        |
| The Clerk Ernst Lubitsch            | Charles Laughton                    | Phineas V. Lambert               |
| The Three Marines William A. Seiter | Gary Cooper Jack Oakie Roscoe Karns | Steve Gallagher Mulligan O'Brien |
| Grandma Stephen Roberts             | May Robson                          | Mary Walker                      |

## Distribuție
| Actor              | Personaj               |
| ------------------ | ---------------------- |
| Gary Cooper        | Steve Gallagher        |
| Charles Laughton   | Phineas V. Lambert     |
| George Raft        | Edward 'Eddie' Jackson |
| Jack Oakie         | Mulligan               |
| Richard Bennett    | John Glidden           |
| Charles Ruggles    | Henry Peabody          |
| Alison Skipworth   | Emily La Rue           |
| W.C. Fields        | Rollo La Rue           |
| Mary Boland        | D-na. Peabody          |
| Roscoe Karns       | O'Brien                |
| May Robson         | D-na. Mary Walker      |
| Wynne Gibson       | Violet Smith           |
| Gene Raymond       | John Wallace           |
| Frances Dee        | Mary Wallace           |
| Lucien Littlefield | Zeb                    |
| Joyce Compton      | Marie                  |

## Legături externe
- Dacă aș avea un milion la Internet Movie Database
- Dacă aș avea un milion la TCM Movie Database
- Dacă aș avea un milion la Allmovie
- Poster advertising the movie at a local theater